# Minor Earth Major Sky
Minor Earth Major Sky – szósty album z 2000 norweskiej grupy popowej, a-ha.

## Lista utworów
1. Minor Earth Major Sky  – 5:25
2. Little Black Heart  – 4:35
3. Velvet  – 4:21
4. Summer Moved On  – 4:38
5. The Sun Never Shone That Day  – 4:40
6. To Let You Win  – 4:24
7. The Company Man  – 3:15
8. Thought That It Was You  – 3:50
9. I Wish I Cared  – 4:23
10. Barely Hanging On  – 3:56
11. You'll Never Get Over Me  – 5:40
12. I Won't Forget Her  – 4:44
13. Mary Ellen Makes the Moment Count  – 4:51
14. Summer Moved On (remix)  – 6:00 - tylko w Japonii

## Listy sprzedaży
| Lista               | Kraj            | Pozycja |
| ------------------- | --------------- | ------- |
| VG-Lista            | Norwegia        | 1       |
| Ö3 Austria Top 40   | Austria         | 4       |
| UK Albums Chart     | Wielka Brytania | 27      |
| Schweizer Hitparade | Szwajcaria      | 3       |